# Sierakowice (województwo pomorskie)
Sierakowice (dodatkowa nazwa w j. kaszub. Serakòjce, niem. Sierakowitz) – wieś w Polsce, położona w województwie pomorskim, w powiecie kartuskim, siedziba gminy Sierakowice.
Wieś leży na Pojezierzu Kaszubskim, na zachodnim obrzeżu Kaszubskiego Parku Krajobrazowego, na Kaszubach.
Według danych z 2013 wieś liczyła 6885 mieszkańców. Powierzchnia wsi wynosi 783,86 ha.

## Integralne części wsi przed 2023 r.
| SIMC    | Nazwa              | Rodzaj    |
| ------- | ------------------ | --------- |
| 0171285 | Karczewko          | część wsi |
| 0171291 | Piekiełko          | część wsi |
| 0171300 | Poręby             | część wsi |
| 0171316 | Sosnowa Góra       | część wsi |
| 0171322 | Wygoda Sierakowska | część wsi |

## Położenie
Wieś znajduje się przy trasie dawnej linii kolejowej 229 z Kartuz do Lęborka (obecnie zawieszonej) i skrzyżowaniu drogi wojewódzkiej nr 211 z drogą wojewódzką nr 214.
Wieś królewska w starostwie mirachowskim w województwie pomorskim w II połowie XVI wieku. W latach 1975–1998 miejscowość położona była w województwie gdańskim, obecnie jest siedzibą gminy Sierakowice.
W Sierakowicach mają swój punkt końcowy (lub początkowy) trasy trzech szlaków turystycznych: Szlak Kaszubski, Szlak Wzgórz Szymbarskich i Szlak Kamiennych Kręgów.

## Historia

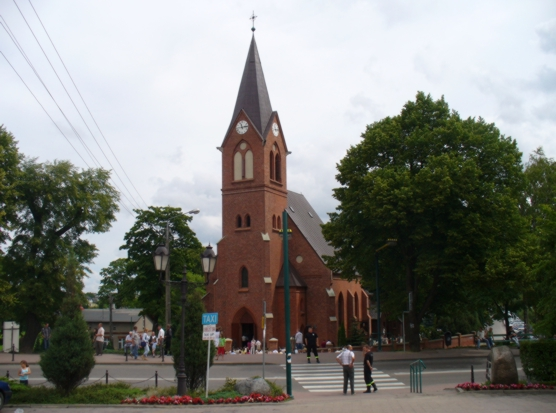
Kościół św. Marcina (stan przed 2010)

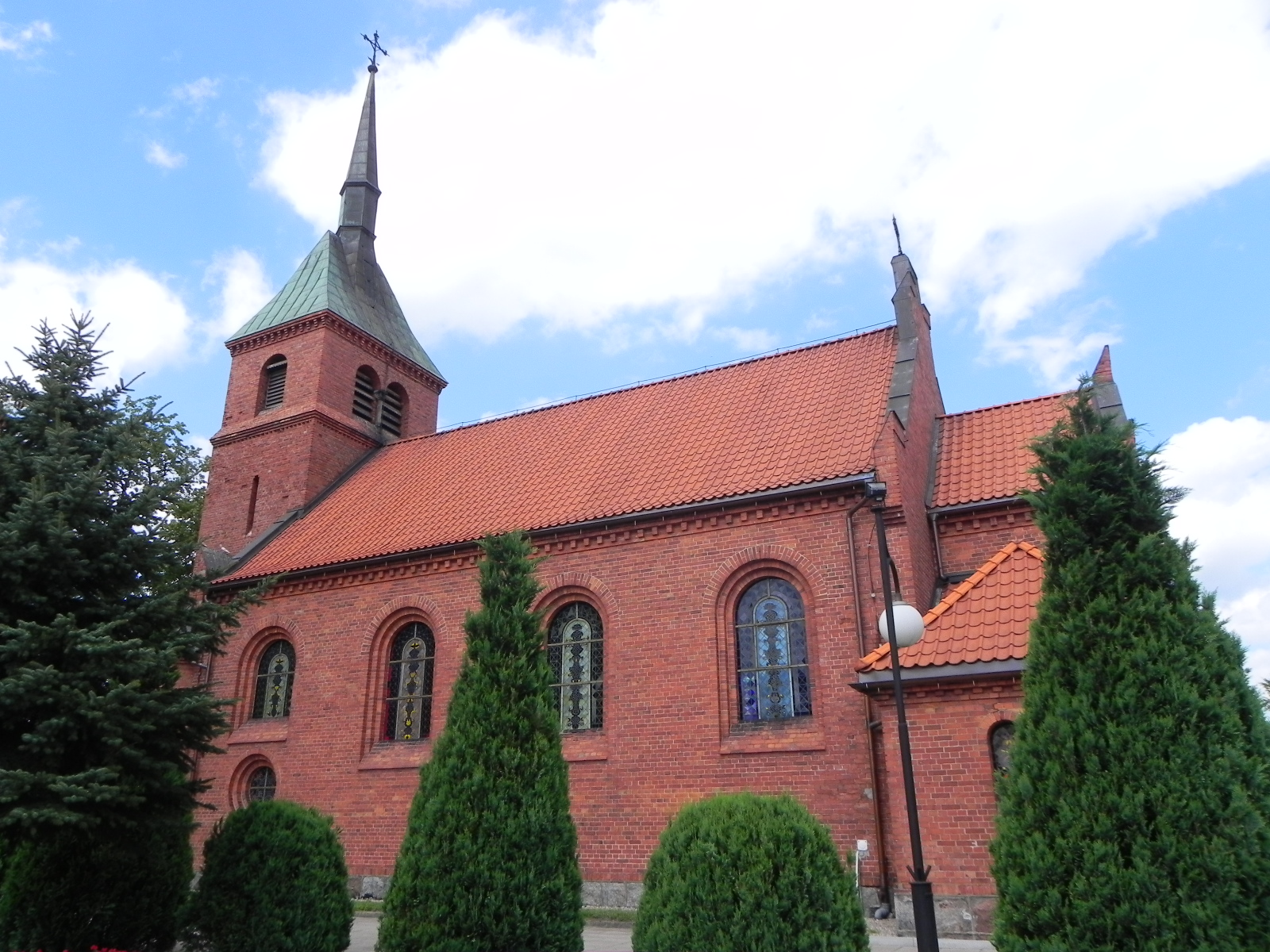
Kościół św. Jana Chrzciciela

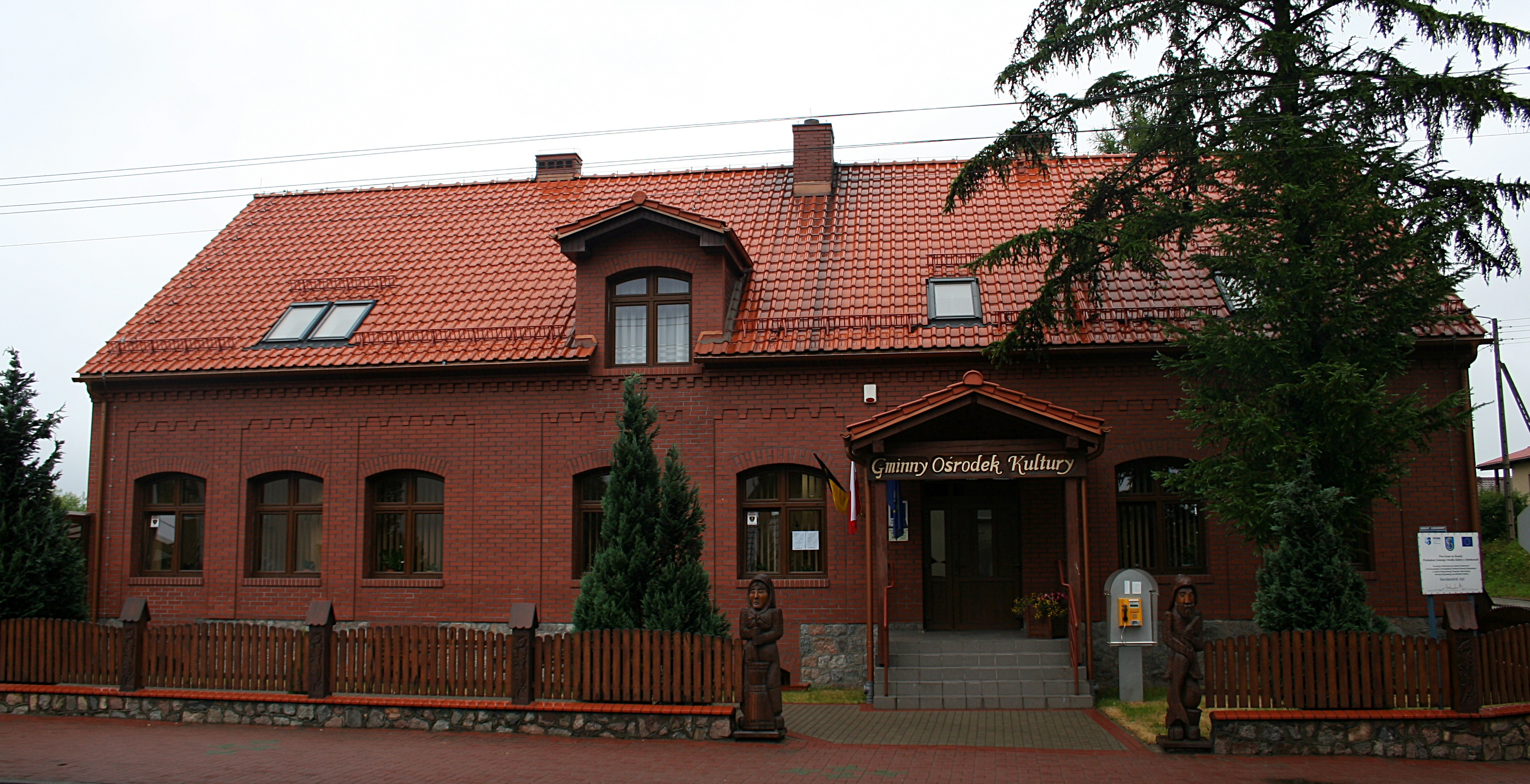
Gminny Ośrodek Kultury w Sierakowicach

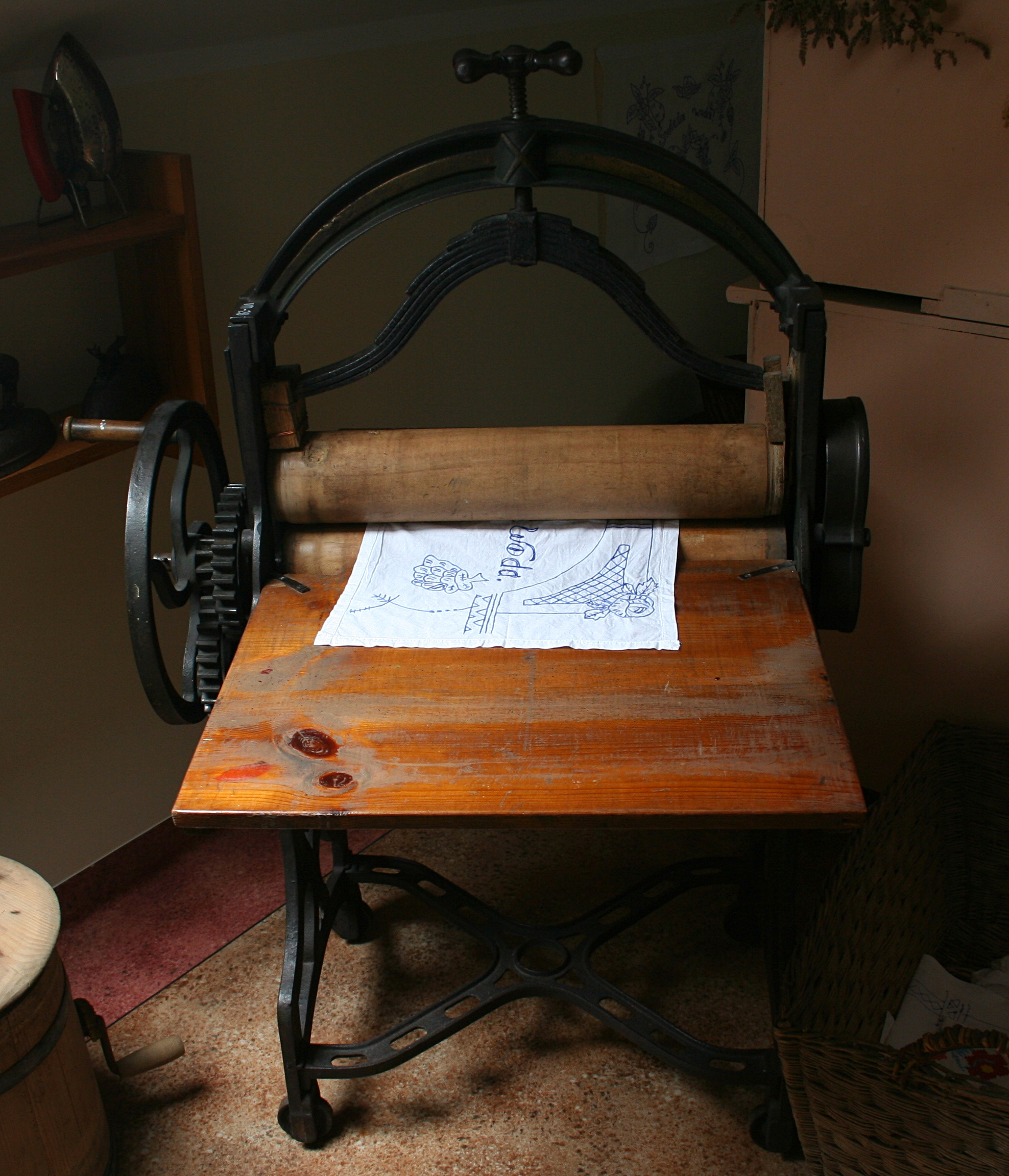
Magiel, ekspozycja muzealna w GOK

Alternatywne historycznie nazwy miejscowości: Sirakowicz i Syracowicz (ok. 1400), Sirakowitcz 1437, Sirokouicze i Sirokowicze 1565, Szirakowicz 1570, Sirakowicze i Szirakowicze 1583, niem. Sierakowitz 1773, Sierakowitz 1789, Sierakowice (1920).
Podczas zaboru pruskiego wieś nosiła oficjalną nazwę niemiecką Sierakowitz. Podczas okupacji niemieckiej nazwa Sierakowitz w 1942 została przez nazistowskich propagandystów niemieckich (w ramach szerokiej akcji odkaszubiania i odpolszczania nazw niemieckiego lebensraumu) zweryfikowana jako zbyt kaszubska i przemianowana na nowo wymyśloną i bardziej niemiecką – Rockwitz, którą w 1943 roku po raz kolejny zmieniono na Sierke.
W 1924 roku do Sierakowic przyjechał ówczesny prezydent Stanisław Wojciechowski by odznaczyć tamtejszego proboszcza ks. Bernarda Łosińskiego orderem Polonia Restituta, za jego zasługi dla ludności i ziemi kaszubskiej.
Tereny Sierakowic należały:
- do 1308 – do kasztelanii w Chmielnie (Księstwo pomorskie)
- od 1308 – do wójtostwa w Mirachowie (państwo krzyżackie)
- 1466–1772 – do starostwa mirachowskiego (Rzeczpospolita szlachecka)
- od 1772 – terytorium zaboru pruskiego
- od 1793 – do Rejencji Zachodniopruskiej w Kwidzynie (Prusy Zachodnie)
- od 1815 – do Rejencji w Gdańsku (Prusy Zachodnie)
- 1818–1920 – do powiatu kartuskiego (Prusy Zachodnie)
- 1863 – biskup Marwicz ofiarował wsi przytułek dla ubogich
- 1920–1939 – do powiatu kartuskiego (II Rzeczpospolita)
- 1939–1945 – do powiatu kartuskiego (okres okupacji niemieckiej)
- 1945–1975 – do gminy Sierakowice, powiatu kartuskiego, województwa gdańskiego (PRL)
- 1975–1998 – do gminy Sierakowice, województwa gdańskiego (Polska Rzeczpospolita Ludowa, Rzeczpospolita Polska)
- od 1999 – do gminy Sierakowice, powiatu kartuskiego, województwa pomorskiego (Rzeczpospolita Polska).

## Zabytki
Według rejestru zabytków NID, na listę zabytków wpisane zostały:
- kościół parafialny św. Marcina, 1820-22, 1904, nr rej.: A-1224 z 14.11.2001 (w latach 2010-2011 drewniana, zabytkowa część kościoła została przeniesiona na teren dawnego ogrodu parafialnego, gdzie też zrekonstruowano jego wieżę). Neogotycka, murowana świątynia posiada wieżę zwieńczoną wimpergami i hełmem wiciowym[11].
- cmentarz kościelny, pocz. XIX w., nr rej.: A-1224 z 14.11.2001.

W 2006 roku utworzono Park Kulturowy Ośmiu Błogosławieństw w Sierakowicach.

## Szkoły
Sierakowiccy uczniowie mogą uczęszczać do Szkoły Podstawowej nr 1 w Sierakowicach (działa przy niej także Publiczne Przedszkole), Szkoły Podstawowej nr 2 im. Józefa Piłsudskiego w Sierakowicach oraz Zespołu Szkół Ponadgimnazjalnych w Sierakowicach. Działają ponadto dwie placówki Liceum dla Dorosłych, kształcące w systemie zaocznym.
Przy ZSP w Sierakowicach mieści się Centrum Kształcenia na Odległość na Wsiach.

## Kultura
Imprezy cykliczne odbywające się w Sierakowicach, głównie w Parku Kulturowym Ośmiu Błogosławieństw:
- Przegląd Zespołów Kolędniczych Województwa Pomorskiego – styczeń
- Powiatowy Przegląd Teatrów Szkolnych – marzec
- Kaszubskie Spotkania Rodzin Muzykujących i Śpiewających – kwiecień
- Kaszubski Festiwal Pieśni Religijnej i Patriotycznej – 3 maja
- Kaszubska Sobótka – 23 czerwca
- Europejskie Spotkania z Muzyką – Festiwal Kultury Łowieckiej – ostatni weekend lipca
- Kaszubska Noc pod Gwiazdami – sierpień
- Gminne Dożynki – sierpień
- Mikołajkowe niespodzianki – 6 grudnia
- gminny Przegląd Zespołów Kolędniczych – eliminacje – grudzień

Oprócz organizacji imprez, Gmina prowadzi Stałą Ekspozycję Muzealną. Do 2006 mieściła się ona w budynku z XIX wieku, w którym swoją siedzibę miał Gminny Ośrodek Kultury. Zawierała ponad 500 eksponatów. W ekspozycji organizowane były lekcje muzealne dla szkół i okolicznościowych wystaw. Obecnie, po rozbiórce i wybudowaniu nowoczesnego Ośrodka Kultury, działania te kontynuowane są w nowym budynku. Znajduje się w nim też punkt informacji turystycznej. Na kamiennym głazie w centrum zobaczyć można Kaszubskie nuty.

### Zespoły taneczne i wokalne działające w gminie
- Kaszubski Zespół Pieśni i Tańca „Sierakowice”
- Dziecięcy Kaszubski Zespół Pieśni i Tańca „Tuchlińskie Skrzaty”
- Zespół Taneczny „Koraliki”
- Formacja Tańca Nowoczesnego „Black Dance”
- Chór Kameralny Discantus
- Młodzieżowa Orkiestra Dęta.

## Współpraca
Miejscowość partnerska:
- Saint-Ghislain, Belgia

## Obiekty religijne

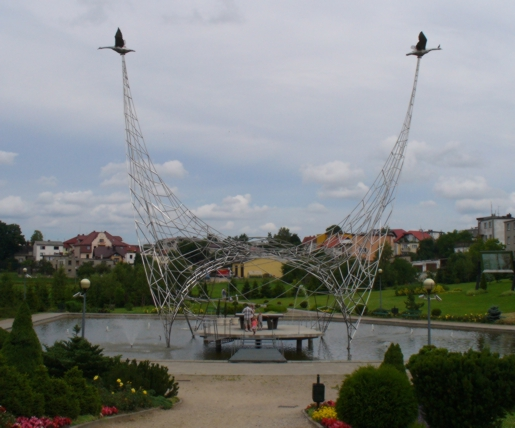
Ołtarz Papieski

W Parku Kulturowym Ośmiu Błogosławieństw, na terenie zieleni w centrum wsi, znajduje się ołtarz papieski projektu Jarosława Wójcika, przy którym papież św. Jan Paweł II, 6 czerwca 1999 roku, odprawił mszę w Pelplinie. W pobliżu ołtarza znajduje się pomnik-telebim papieża, pamiątkowy krzyż-obelisk i tablica fundatorów ołtarza.
Zabytkowy kościół drewniany jest obecnie administrowany przez Gminny Ośrodek Kultury i służy do zwiedzania, organizowania wystaw i koncertów oraz okazjonalnych celebracji liturgicznych.
Parafialny, neogotycki kościół św. Marcina w Sierakowicach (ceglany), został rozbudowany i na nowo wyposażony. Przed kościołem, przy głównej ulicy, znajduje się pomnik ks. Bernarda Sychty.
Drugi rzymskokatolicki kościół parafialny, to neogotycki, poewangelicki kościół św. Jana Chrzciciela z lat osiemdziesiątych XIX wieku, w ostatnich latach rozbudowany.
Na terenie miejscowości znajdują się ponadto:
- statua Najświętszej Maryi Panny Królowej Korony Polskiej z 1930 roku, na pamiątkę odzyskania niepodległości, Cudu nad Wisłą i dla upamiętnienia poległych w wojnach 1914–1920
- dwie kapliczki Najświętszej Maryi Panny, z których jedna, z 1894 roku, odbudowana sto lat później, zawiera tablicę dla upamiętnienia 243 ofiar II wojny światowej z gminy Sierakowice
- trzy krzyże przydrożne, w tym jeden ufundowany przez radnych Gminy Sierakowice w 1997 roku i odnowiony przez nich w 2014 roku, stojący koło budynku Urzędu Gminy.

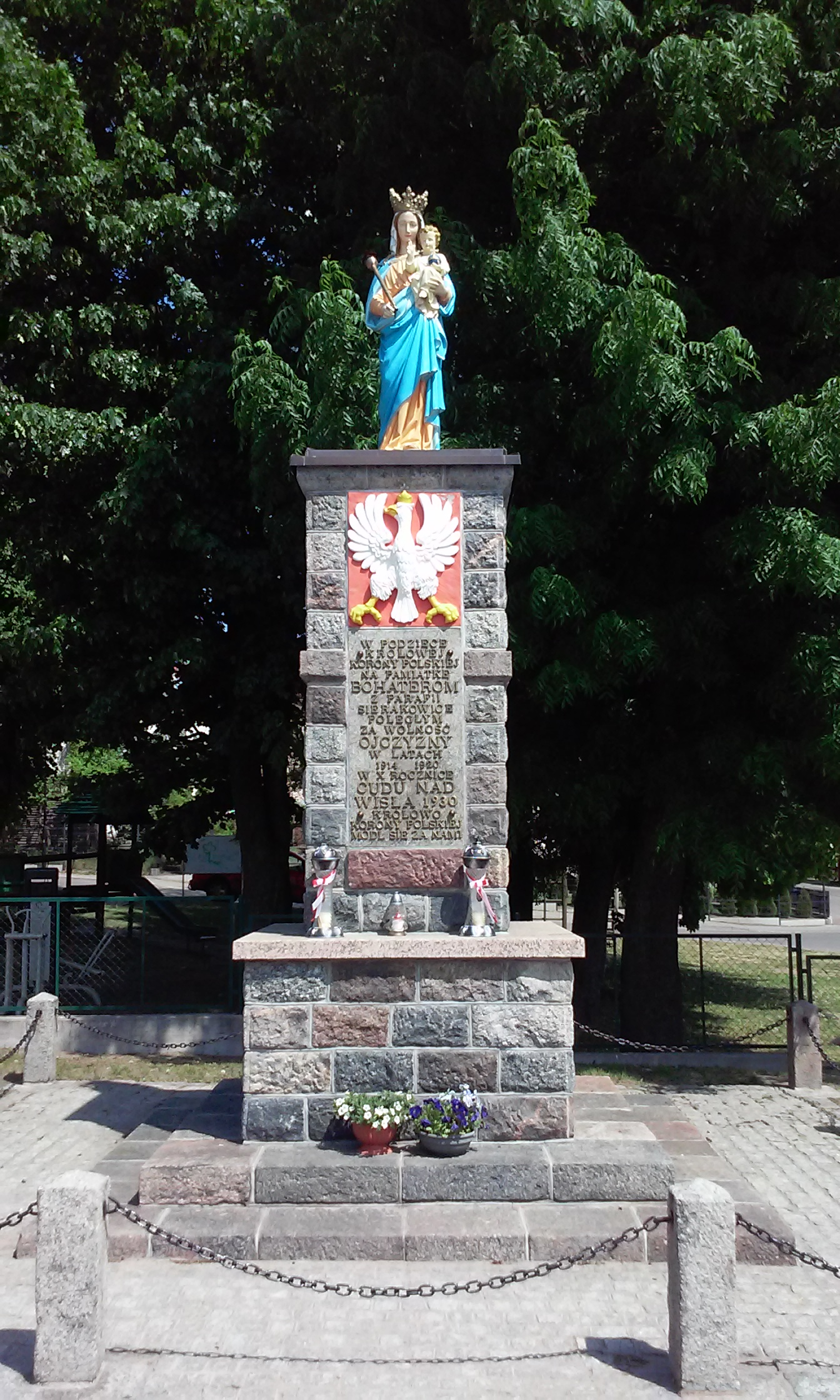
Statua NMP Królowej Korony Polskiej
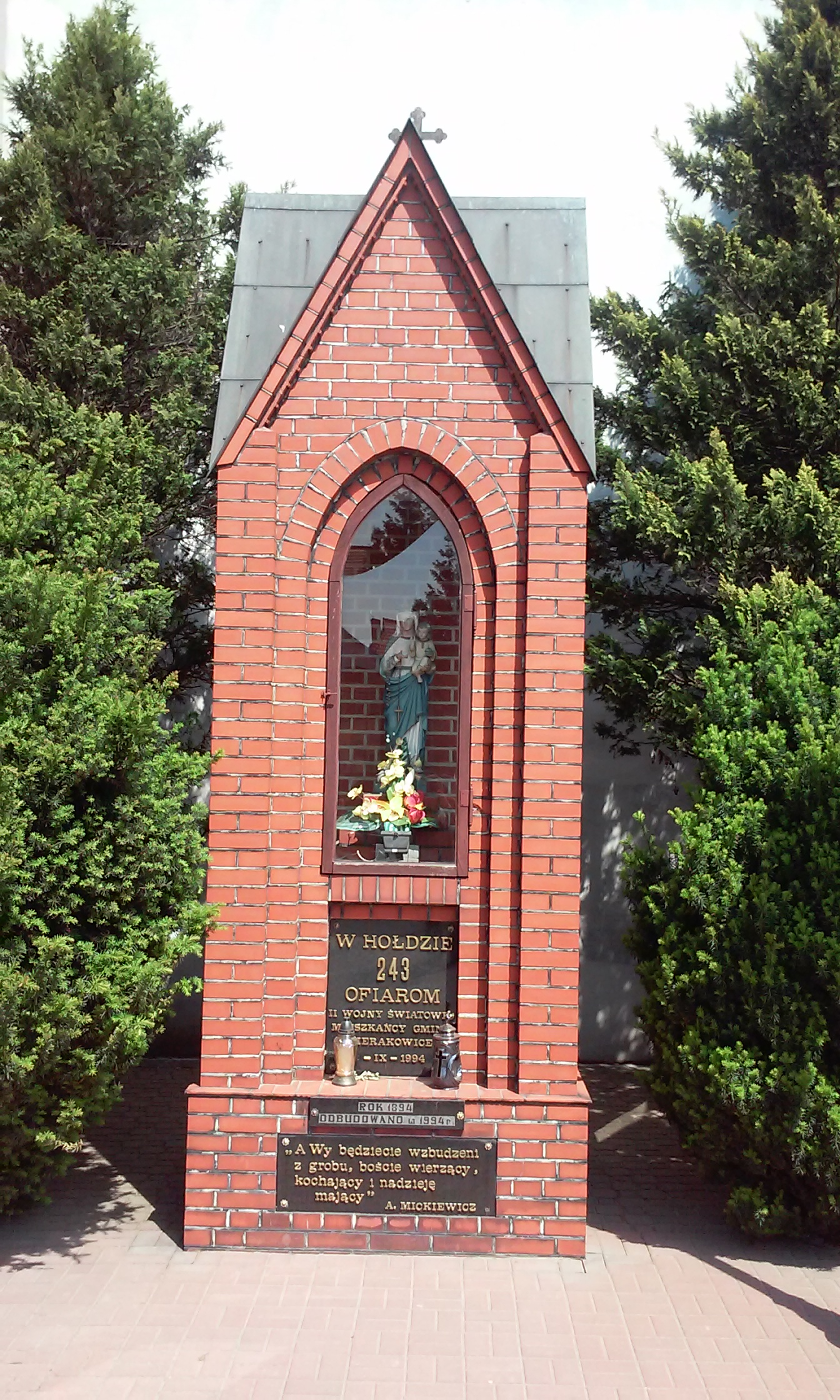
Kapliczka NMP ku pamięci ofiar II wojny światowej z gm. Sierakowice
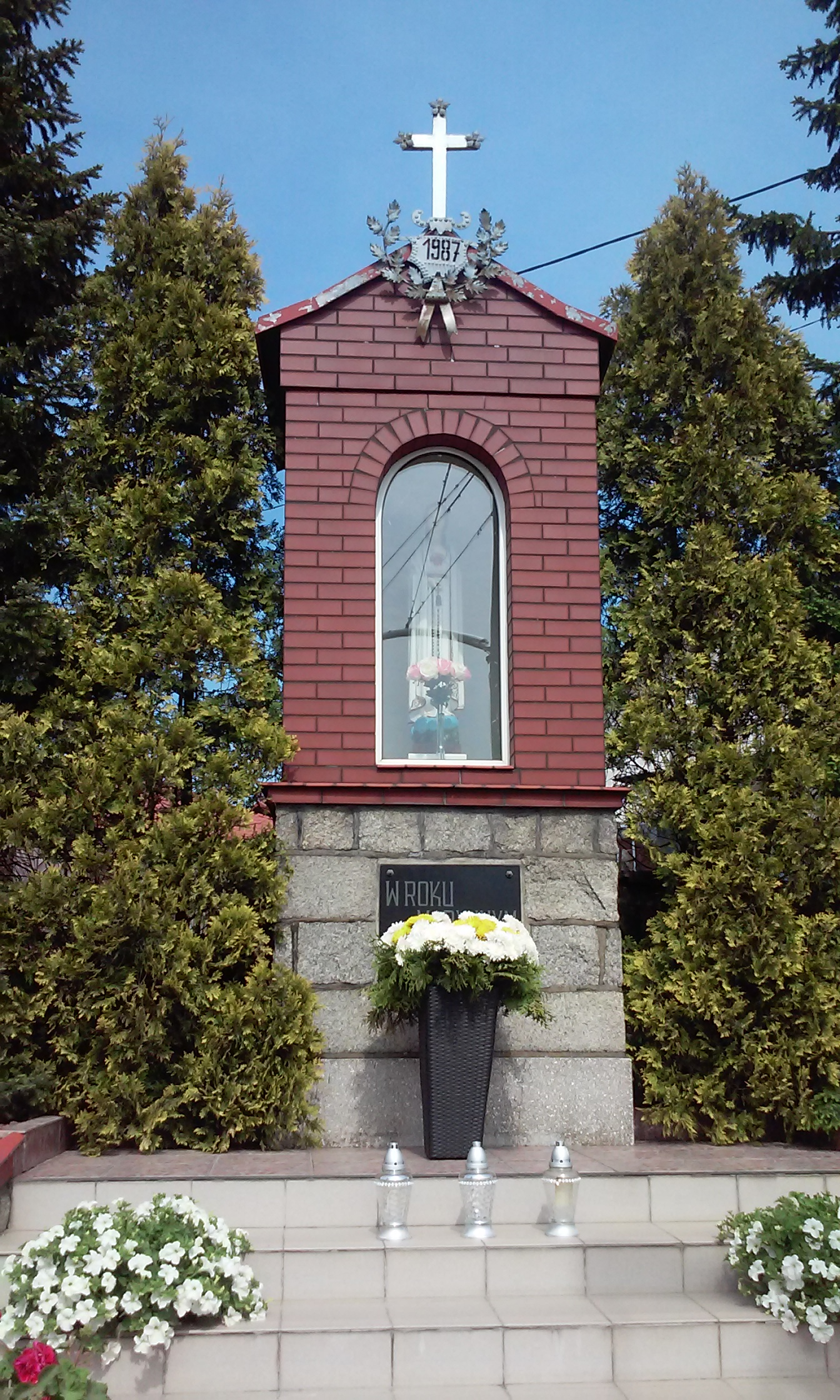
Kapliczka NMP koło Gminnego Ośrodka Kultury
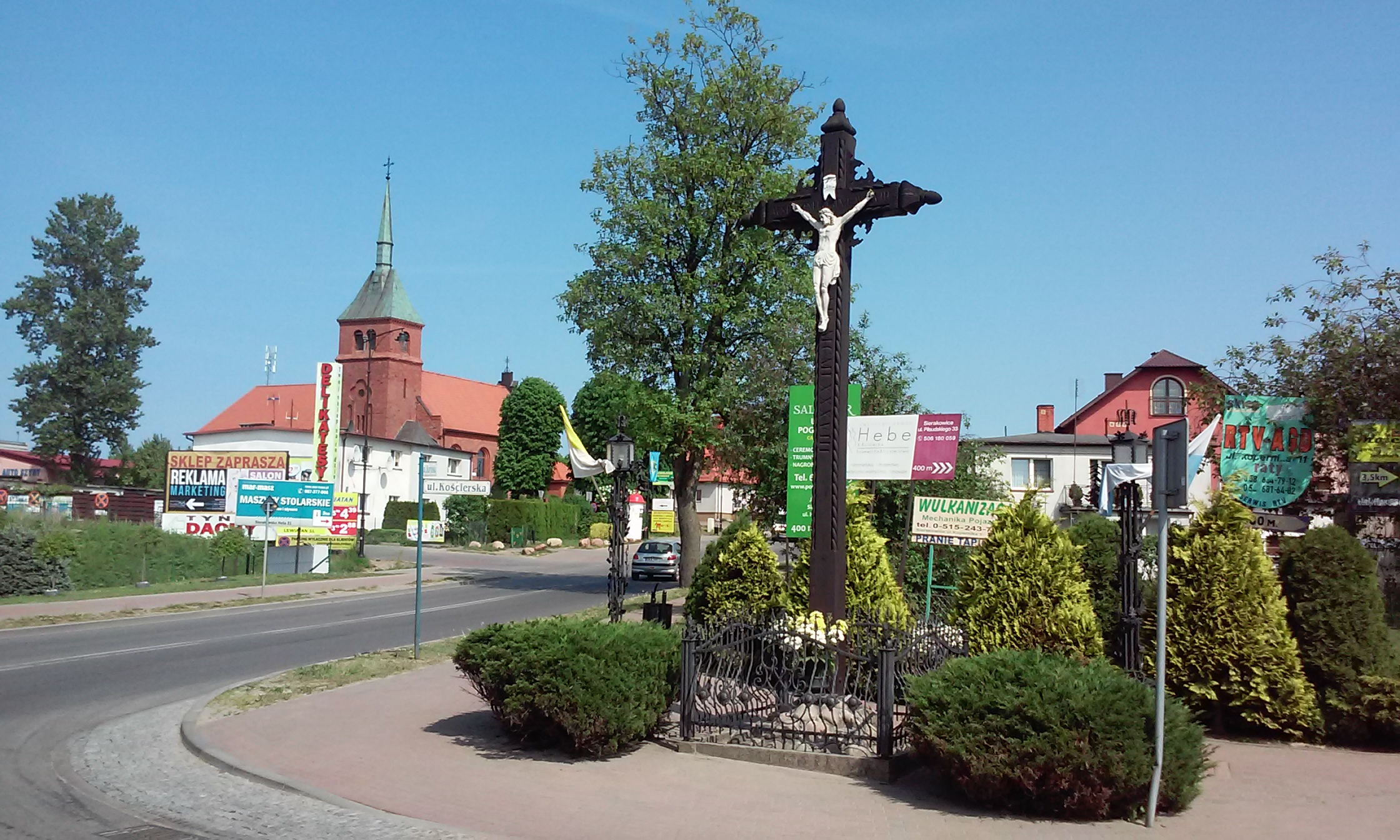
Krzyż przydrożny, w tle kościół św. Jana Chrzciciela
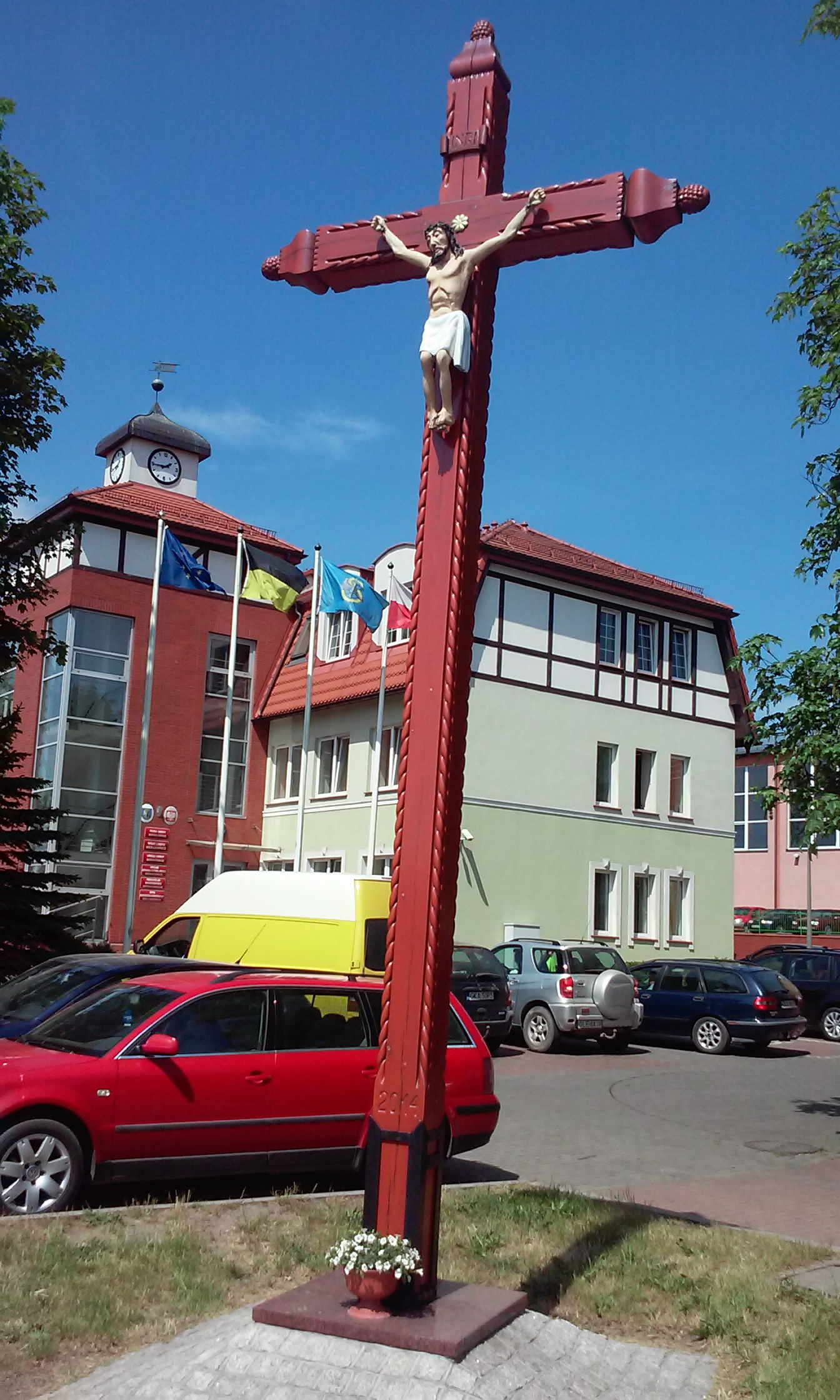
Krzyż przy Urzędzie Gminy ufundowany przez radnych
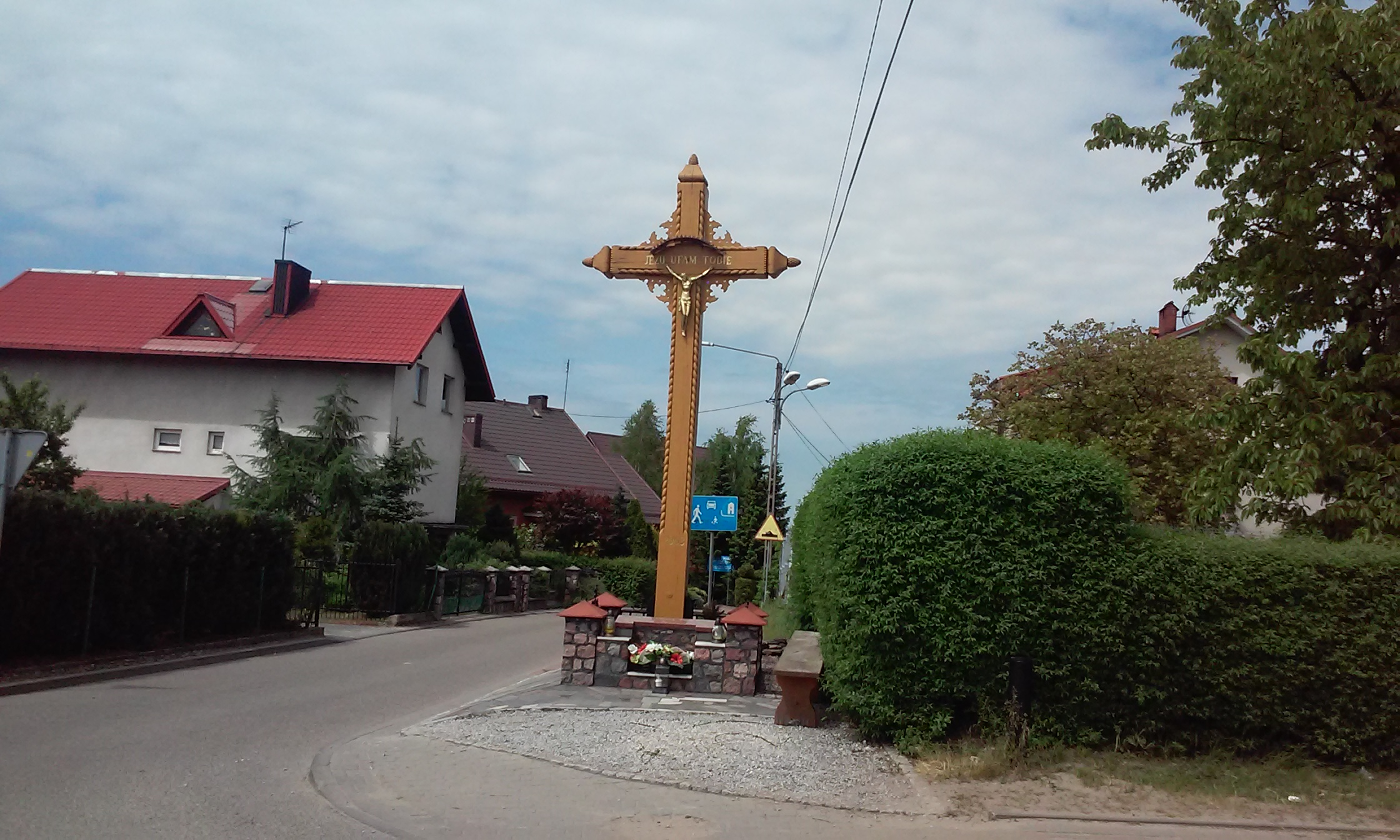
Krzyż przydrożny na osiedlu za torami na ulicy Spacerowej.

## Literatura
- Majkowski A., 1997. Życie i przygody Remusa. Oficyna Czec, Gdańsk.